# Evropská silnice E9
Evropská silnice E9 je evropskou silnicí 1. třídy. Začíná ve francouzském Orléans a končí ve španělské Barceloně. Celá trasa měří 967 kilometrů.

## Trasa
- Francie
  - Orléans – Vierzon – Vatan – Châteauroux – Montauban – Toulouse – Bourg-Madame

- Španělsko
  - Berga – Manresa – Terrassa – Barcelona

## Galerie

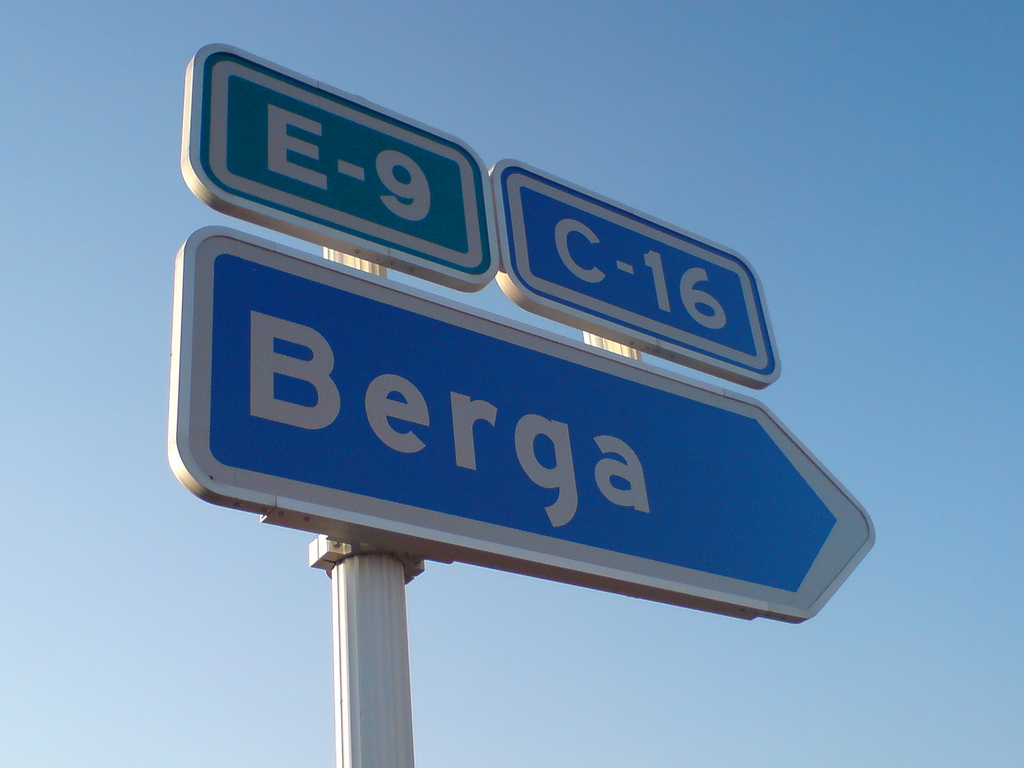
E9 ve Španělsku
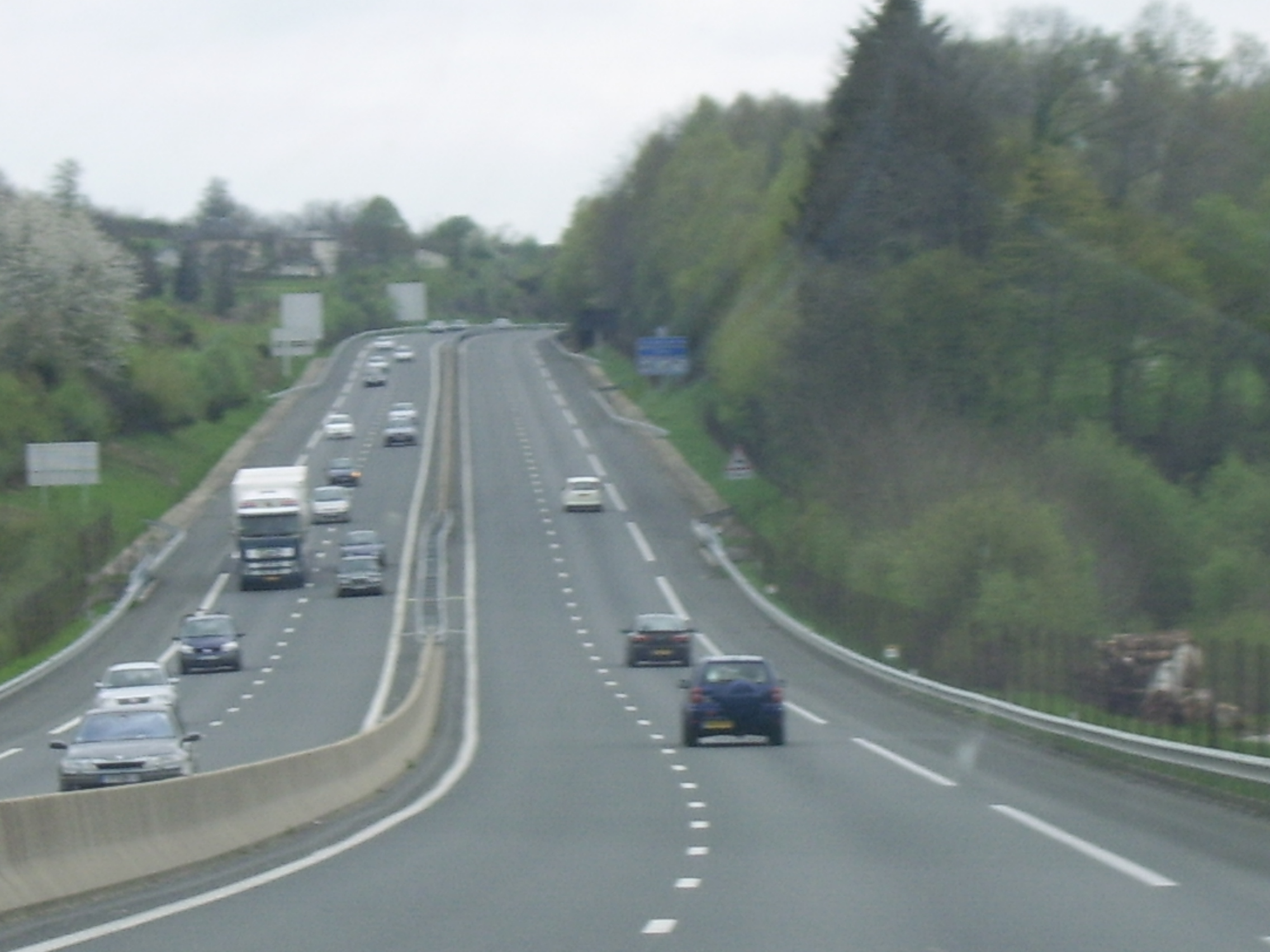
E9 ve Francii